# Jared Abrahamson
Pour les articles homonymes, voir Abrahamson.
Jared Abrahamson est un acteur canadien né le 19 novembre 1987 à Flin Flon dans le Manitoba,.

## Carrière et récompenses
Il est remarqué pour sa performance dans le film de 2016 Hello Destroyer (en), pour lequel il a remporté une nomination aux 5e Prix Écrans canadiens pour le prix Génie du meilleur acteur et pour son rôle de Trevor Holden dans  la série de Showcase et Netflix Les Voyageurs du temps. Il a également remporté le prix du Meilleur Acteur dans un Film Canadien aux Vancouver Film Critics Circle Awards 2016 (en) pour Hello Destroyer.
Originaire de Flin Flon dans le Manitoba, il étudie le théâtre à la Vancouver Film School. Il est nommé l'une des Étoiles Montantes du Festival international du film de Toronto en 2016, aux côtés de Grace Glowicki, Mylène Mackay et Sophie Nélisse.
Il est également apparu dans la série télévisée Awkward et Fear the Walking Dead, ainsi que dans les films The Submarine Kid (en) et Never Steady, Never Still (en).

## Filmographie

### Cinéma
- 2011 : Finding a Family : Alex Chivescu (téléfilm)
- 2011 : Esprit maternel : Dylan Maxwell (téléfilm)
- 2012 : Panique sur Seattle : Wyatt Reynolds (téléfilm)
- 2012 : The Manzanis : Mikey (téléfilm)
- 2012 : Journal d'un dégonflé : Ça fait suer ! : Tim Warren
- 2015 : The Submarine Kid (en) : Cooper Koll
- 2016 : Hollow in the Land : Braydon Miller
- 2016 : Detour[7] : Paul
- 2016 : Texas Heart : Roy
- 2016 : Hello Destroyer (en) : Tyson Burr
- 2017 : Blowtorch : Dave Willis
- American Animals[8].
- 2017 : Never Steady, Never Still (en)

### Télévision
- 2015 : Fear the Walking Dead : CPL Cole (2 épisodes)
- 2014-2015 : Awkward : Pete (5 épisodes)
- 2016-2018 : Les Voyageurs du temps : Trevor Holden (rôle principal)